# Rafael van der Vaart
Rafael Ferdinand van der Vaart (Heemskerk, 1983. február 11. –) apai ágon jenis, anyai ágon spanyol származású holland válogatott labdarúgó, az AFC Ajax saját nevelésű játékosa. A válogatottban 109 mérkőzésen 25 gólt szerzett, igazi szabadrúgás-specialistaként. Rafael eddig a 2004-es Eb-n, a 2006-os vb-n, a 2008-as Eb-n és a 2012-es Eb-n szerepelt.

## Pályafutása az AFC Ajaxban
Pályafutását a De Kennemersben kezdte, ami egy kis klub Beverwijk városkájában, mielőtt az AFC Ajax utánpótlás akadémiájára került volna. Mikor felfigyeltek rá, az első meccsét a felnőtt csapatban 2000. április 19-én játszotta idegenben az FC Den Bosch ellen, de csak a következő szezonban nőtte ki magát stabil kezdővé, amikor is 27 bajnoki meccsen 7-szer betalált.
Még mindig csak 18 évesen, 2001. október 6-án mutatkozott be a holland labdarúgó-válogatottban, mint második félidős csere, egy Andorra elleni világbajnoki selejtezőn. Mivel Hollandia elbukta a világbajnoksági részvételt, Rafaelnek két évet kellett várnia, hogy újra a holland nemzeti mezben játszhasson egy nagyobb tornán.
Sérülés akadályozta abban, hogy részt vegyen az Ajax nagy menetelésében az Eredivisie-ben és a holland labdarúgókupa győzelemben az FC Utrecht ellen a 2001–2002-es szezonban, de ettől még ő lett az év Holland felfedezettje. A 2002–2003-as UEFA-bajnokok ligája szezonban, miután visszaszerezte a formáját, szerzett egy életbevágó gólt a Lyon ellen idegenben, aminek köszönhetően a csapata továbbjutott a csoportból. Időközben odahaza Rafael 21 bajnokin 18 gólt szerzett. A 2003/04-es idényben megint csak nélkülözhetetlen volt, hogy az Ajax újra megszerezze a bajnoki címet.
Ekkoriban kétségtelenül egyike lett az Ajax sztárjainak és ő lett az egyik legnépszerűbb játékos Hollandiában. Még inkább a média érdeklődésének középpontjába került, miután elkezdett járni a népszerű színésznővel, Sylvie Meis-szel. Amíg Rafael 2003-ban megkapta az év tehetsége díjat Európában, addig Sylvie lett a legattraktívabb nő. 2005-ben megházasodtak, majd a következő esztendőben megszületett első gyermekük, Damián fiuk.

## Bundesliga szereplése

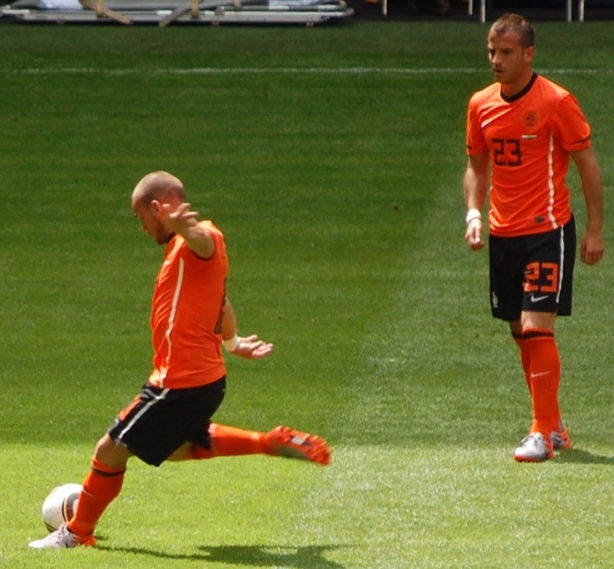
A válogatottban Wesley Sneijder mellett.

Az akkori formájában felhívta magára az európai élcsapatok figyelmét is. Sokáig úgy tűnt, hogy az AC Milanhoz igazol, de 2005 nyarán végül a Bundesligában szereplő Hamburger SV lett a befutó. Az első szezonjában egyike volt azoknak, akiknek köszönhető a Bajnokok Ligája kvalifikációt érő hely, hiszen 9 gólt szerzett, annak ellenére, hogy sérülés miatt sok meccset ki kellett hagynia. Szintén jelentős szerepet játszott abban, hogy a Hamburg lenyűgöző teljesítményt nyújtson idegenben is, gólokat rúgott az első négy meccsen, és tény, hogy nem vesztett meccset a német klub idegenben Rafael első másfél szezonjában.
Rafaelnek komoly szerepet szántak Marco van Basten válogatottjában a 2006-os vb-n, de sajnos megint megsérült a felkészülés során, ezért nem jutott szerephez Németországban.
A 2006/07-es szezon nehéznek ígérkezett a klubjának, és Rafael 3 gólja ellenére a BL csoportkörből kiestek, és hónapokig a bajnoki tabella alsó felében tanyáztak. Miután megérkezett a klubhoz honfitársa, Huub Stevens, mint edző, az ő vezetése mellett a tiszteletreméltó 7. helyen végeztek. Ez azt eredményezte, hogy indulhatnak és végül nyerhettek az Intertotokupában.

## Real Madrid és Tottenham Hotspur

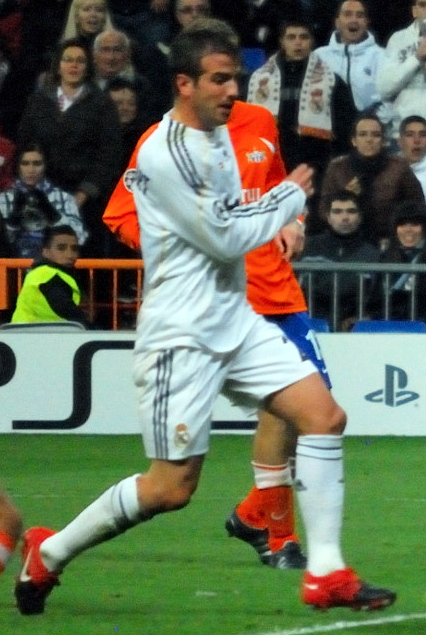
Egy 2009-ben játszott Real Madrid mérkőzésen

2007 nyarán, a spanyol nagycsapat Valencia CF akarta leigazolni Rafaelt, akinek vannak is spanyol gyökerei, hiszen édesanyja spanyol származású. A német klub viszont megtartotta őt, és mivel 2010-ig szerződése van az Imtech Arena-ban játszó csapattal, ott is marad. A 2007/08-as szezont nagy formában kezdte az első meccsen a Bayer 04 Leverkusen ellen, amikor is csapata büntetőt kapott, odalépett a labda mögé, és hidegvérrel a hálóba helyezte, győztes gólt szerezvén. Rafaelnek kulcsszerepe volt abban, hogy a kiváló játékerőt képviselő Hamburg a bajnoki címért küzdött.
2008. augusztus 4-én Van der Vaart saját honlapján közölte, hogy a Real Madridban folytatja pályafutását. A spanyol klub nyilvánosságra hozta, miszerint 13 millió euró fejében lett a holland középpályás a csapaté. Augusztus 5-én aláírta 5 éves szerződését és bemutatták őt a nagyvilágnak.
2008 augusztusában az Independiente Santa Fe ellen bemutatkozott a Real Madrid mezében. Az első meccsen csak a második félidőben kapott szerepet, de ezt egy csodaszép szabadrúgás góllal és egy gólpasszal hálálta meg. A királyi gárda tagjaként beleértve a barátságos mérkőzéseket is összesen 73 mérkőzésen vett részt, melyből 40 alkalommal volt kezdő és 12 gólt szerzett.
2010 nyarán az angol Tottenham Hotspurhez igazolt. Átigazolásával eltűnt az Arsenal FC és a Spurs között korábban meglévő játékerőben mutatkozó különbség. A White Hart Lane-en jól kezdte az őszi szezont és megerősítette pozícióját a csapatban. A hetedik fordulóban egy mérkőzésen két gólt is szerzett az Aston Villa FC ellen.

### Ismét Hamburg, majd Spanyolország
2012. augusztus 31-én visszatért a Hamburghoz. Megkapta a kedvenc 23-as mezszámát, és ő lett a csapatkapitány-helyettes. Szeptember 16-án az Eintracht Frankfurt ellen debütált másodszor. Három szezont töltött a kikötővárosban, majd a Real Betishez igazolt.